# Amanty
Amanty is een gemeente in het Franse departement Meuse (regio Grand Est) en telt 48 inwoners (2009).
De plaats maakt deel uit van het arrondissement Commercy en sinds maart 2015 van het kanton Ligny-en-Barrois. Daarvoor hoorde het bij het toen opgeheven kanton Gondrecourt-le-Château.

## Geografie
De oppervlakte van Amanty bedraagt 11,2 km², de bevolkingsdichtheid is dus 4,3 inwoners per km².
De onderstaande kaart toont de ligging van Amanty met de belangrijkste infrastructuur en aangrenzende gemeenten.

## Demografie
Onderstaande figuur toont het verloop van het inwonertal (bron: INSEE-tellingen).